# إريك بوريل
إريك بوريل (بالفرنسية: Éric Borel)‏ هو قاتل فترة فرنسي، ولد في 11 ديسمبر 1978 في بو في فرنسا، وتوفي في 24 سبتمبر 1995 في Cuers ‏ في فرنسا.